# Český lev 2000
Český lev 2000 byl 8. ročník výročních cen České filmové a televizní akademie Český lev.
| Cena                                     | Jméno                           | Film                  |
| ---------------------------------------- | ------------------------------- | --------------------- |
| Nejlepší film                            | —                               | Musíme si pomáhat     |
| Nejlepší režie                           | Jan Hřebejk                     | Musíme si pomáhat     |
| Nejlepší hlavní ženský herecký výkon     | Anna Šišková                    | Musíme si pomáhat     |
| Nejlepší vedlejší ženský herecký výkon   | Eva Holubová                    | Ene bene              |
| Nejlepší hlavní mužský herecký výkon     | Boleslav Polívka                | Musíme si pomáhat     |
| Nejlepší vedlejší mužský herecký výkon   | Jiří Macháček                   | Samotáři              |
| Nejlepší scénář                          | Petr Jarchovský                 | Musíme si pomáhat     |
| Nejlepší kamera                          | F. A. Brabec                    | Kytice                |
| Nejlepší hudba                           | Jan Jirásek                     | Kytice                |
| Nejlepší střih                           | Jiří Brožek                     | Anděl Exit            |
| Nejlepší zvuk                            | Jiří Klenka                     | Kytice                |
| Nejlepší výtvarný počin                  | Martin Štrba, Vladimír Michálek | Anděl Exit            |
| Dlouholetý umělecký přínos českému filmu | Věra Chytilová                  | —                     |
| Nejlepší zahraniční film                 | —                               | Americká krása        |
| Divácky nejúspěšnější český film         | —                               | Princezna ze mlejna 2 |
| Plyšový lev                              | —                               | Začátek světa         |
| Cena čtenářů časopisu Cinema             | —                               | Musíme si pomáhat     |
| Cena filmových kritiků                   | —                               | Musíme si pomáhat     |
| Cena za nejlepší filmový plakát          | Juraj Jakubisko                 | Kytice                |